# Радисон (Висконсин)
Радисон (енгл. Radisson) град је у америчкој савезној држави Висконсин.

## Демографија
По попису из 2010. године број становника је 241, што је 19 (8,6%) становника више него 2000. године.
| Група             | 2000.       | 2010.       |
| Белци             | 195 (87,8%) | 192 (79,7%) |
| Афроамериканци    | 1 (0,5%)    | 8 (3,3%)    |
| Азијати           | 0 (0,0%)    | 3 (1,2%)    |
| Хиспаноамериканци | 6 (2,7%)    | 12 (5,0%)   |
| Укупно            | 222         | 241         |